# Мастахское газоконденсатное месторождение
Мастахское газоконденсатное месторождение — месторождение газа в Республике Саха (Якутия). Расположено в 340 километрах северо-западнее Якутска и в 50 километрах от посёлка Кысыл-Сыр, на правом берегу реки Вилюй. Общая площадь участка составляет 10843 га.
Основные полезные ископаемые: горючий газ, конденсат, этан, пропан, бутан. По величине углеводородного сырья месторождение относится к средним. На месторождении берёт начало магистральный газопровод Мастах — Якутск — Покровск. Круглогодичная транспортная связь между месторождением и Якутском осуществляется посредством малой авиации. Внутри района — по грунтовым дорогам.

## История
При строительстве первой поисковой скважины на месте будущего месторождения использовался опыт бурения на Средневилюйском и Неджелинском месторождениях. Скважина закладывалась в своде структуры на глубину 3200 метров. В апреле 1967 года она была обсажена технической колонной на глубину около 2000 метров и уже был проведён комплекс каротажа. После проведения перфорации технической колонны скважина заработала газом. Её дебит составил 491 тыс. м³ в сутки. Официальной датой открытия месторождения считается 7 мая 1967 года.
Мастахское газоконденсатное месторождение было введено в эксплуатацию в марте 1973 года, в 1976 году началась его промышленная разработка. Начальные запасы газа категории С1 составляли 37 726 млрд м³, категории C2 — 6 934 млрд м³, конденсата (извлекаемые) категории С1 — 929 тыс. тонн, категории С2 — 316 тыс. тонн.
В настоящее время месторождение находится в завершающей стадии разработки и эксплуатируется в соответствии с «Коррективами к проекту доразработки Мастахского ГКМ Республики Саха (Якутия)», выполненными ОАО «СевКавНИПИгаз» (протокол газовой секции ЦКР Роснедра РФ № 134-Г/2010 от 02.03.2010 г.). Лицензия на разработку месторождения принадлежит ОАО «ЯТЭК».
Накопленный отбор по состоянию на 01 января 2014 года составил 14,468 млрд м³, конденсата — 311 тыс. тонн. Остаточные запасы на 01 января 2014 года, с учётом передачи в нераспределённый фонд запасов газа — 4,152 млрд м³ и конденсата — 0,184 млн тонн, составляют: газа категории C1 — 21,976 млрд м³, C2 — 3,945 млрд м³, конденсата (извлекаемые) С1 — 575 тыс. тонн, С2 — 169 тыс. тонн. Степень выработанности запасов газа — 32,7 %.
На сегодняшний день из 35 эксплуатационных скважин, расположенных на территории месторождения, эксплуатируются только четыре. Годовая добыча газа составляет 0,1 млрд м³, конденсата — до 3,3 тыс. тонн.